# چرگر
چرگر روستایی از توابع بخش مرکزی شهرستان ابهر در استان زنجان، ایران است. این روستا در دهستان صائین قلعه قرار دارد. ارتفاع روستای چرگز از سطح دریا ۲۰۰۸ متر می باشد.

## آثار تاریخی
چرگر روستایی بسیار قدیمی است و شاهد این مدعا آثار تاریخی آن است که در فهرست آثار ملی نیز ثبت شده‌اند. این آثار عبارتند از: جیران تپه، تپهٔ زرنگول ۱ و تپهٔ زرنگول ۳ همگی از عصر آهن و تپهٔ قانچی خرابه‌سی مربوط به دوره‌های ایلخانی و صفوی.

## ایل مقدم(ساکنین چرگر)
اصالت ساکنان چرگر به ایل بزرگ مقدم برمی‌گردد که تنهٔ اصلی آن در شهرستان مراغه ساکن است. گفته می‌شود که مقدم‌ها در دورهٔ صفویان یا پیش از آن با نام ایل اتوزایکی در حوزهٔ قره‌باغ زندگی می‌کردند و پس از تشکیل دولت صفویان به شهرستان مراغه کوچ کرده و بخشی از آنان هم از مراغه به استان زنجان آمده‌اند. البته در کتاب مراَه‌البلدان هم از ایل مقدم مراغه و هم از ایل مقدم زنجان نام برده شده‌است. گفته شده که نامگذاری ایشان هم با عنوان ایل مقدم به این خاطر بوده که در لشکرکشی‌ها، مقدم و جلودار سپاه بودند.
مقدم‌ها افزون‌بر چرگر در دیگر روستاهای زنجان مانند ذاکر و بویون (در شمال سلطانیه) و الوند، خراسانلو، حسین‌آباد، قلعهٔ حسینیه، جداقیا، نصیرآباد، پیرسقا و غیره نیز ساکن شده‌اند. در این بین آبادی چرگر موقعیت ممتاز و ویژه‌ای داشته‌است، به این دلیل که محل اقامت خوانین مقدم بوده‌است. چرگر ظاهراً قدمت بیشتری نیز دارد. چنان که متون تاریخی ذکر شده که دورهٔ ایلخانان، خواجه رشیدالدین فضل‌الله در همین روستا کشته شد. همچنین مرآه‌البلدان در دورهٔ قاجاریان به دو ده چرگر و جداقیا اشاره کرده‌است و نوشته که به خوانین مقدم چرگرمتعلق بوده‌است.
ناصرالدین شاه نیز در سفرنامهٔ خود به فرنگ از دهات خوانین مقدم یعنی چرگر، الوند، خراسانلو، قلعهٔ حسینیه، نصیرآباد، حسین‌آباد، پیرسقا و غیره نام برده
کتاب‌های تاریخی منتظم ناصری و منتخب‌التواریخ هم به فوج نظامی مقدم در دولت قاجاریان اشاره دارد.

## در زمانایلخانیانچرگر مرکز مهم حکومتی بوده‌است
رشیدالدین فضل‌الله همدانی (زاده در حدود سال ۶۴۸ قمری/۶۲۹ خورشیدی در همدان- درگذشتهٔ ۲۸ دی ۶۹۶ خورشیدی/ذی‌القعده ۷۱۸ قمری در چرگر) رجل سیاسی، تاریخ‌نگار و پزشک ایرانی آخر سدهٔ هفتم خورشیدی بود که کتاب جامع التواریخ را به دستور غازان خان به رشته تحریر درآورد و در دوران وزارت خود بناهای فراوانی همچون ربع رشیدی ساخت.
موریس روزامبی، تاریخ‌نگار، او را برجسته‌ترین چهرهٔ ایران در دورهٔ مغولان برمی‌شمارد.
پس از درگذشت سلطان محمد خدابنده اولجایتو (۷۱۷ ه‍.ق /۶۹۶ ه‍.خ)، ابوسعید بهادرخان به پادشاهی رسید. در زمان ابوسعید اختلاف میان دو وزیر او یعنی خواجه رشیدالدین و خواجه علیشاه گیلانی شدت گرفت و این امر باعث اختلال در امور کشور شد.
عده‌ای که از این وضعیت به ستوه آمده بودند ابتدا به نزد خواجه رشیدالدین رفتند و از خواستند که با ترتیب دادن توطئه‌ای کار وزیر دیگر را بسازند، ولی خواجه رشیدالدین این خواسته را نپذیرفت. سپس آنان پیش خواجه علیشاه رفتند و همین خواسته را مطرح کردند و با موافقت او در نهایت خواجه رشیدالدین در سال ۷۱۷ ه‍.ق /۶۹۶ ه‍.خ از وزارت عزل شد و از سلطانیه به تبریز رفت و انزوا را اختیار کرد. اما پس از چندی امیرچوپان (امیرالامرای لشکر مغول) او را به خدمت دعوت کرد.
اما دشمنان همچنان به تحریکات خود ادامه دادند و بالاخره در حدود ۲۸ دی ۶۹۶ خ. /ذی‌القعده ۷۱۷ قمری خواجه رشیدالدین و پسر شانزده ساله‌اش (که شربت‌دار اولجایتو بود) را به تهمت مسموم کردن سلطان محمد خدابنده اولجایتو درچرگر به قتل رساندند. نسب یهودی او در دادگاه وی بارها مورد اشاره قرار گرفت. سر او توسط مردم تا چند روز در شهر حمل می‌شد و مردم می‌گفتند: «این سر یهودی ای است که از نام خدا سوء استفاده کرد. خدا او را لعنت کند.». وی در زمان مرگ ۷۱ سال داشت و پس از مرگ او، به رسم زمان مغول بستگان وی هم مقتول و غارت شدند و بنای ربع رشیدی مورد غارت و تاراج قرارگرفت. یک قرن بعد میران‌شاه -پسر تیمور- در حالت دیوانگی دستور داد که استخوان‌های خواجه رشیدالدین را از قبرش درآورند و در گورستان یهودیان به خاک بسپارند.